# برنارد كوالسكي
برنارد كوالسكي (بالإنجليزية: Bernard L. Kowalski)‏ (و. 1929 – 2007 م) هو مخرج أفلام، وكاتب سيناريو، ومنتج أفلام أمريكي، ولد في براونزفيل، تكساس، توفي في لوس أنجلوس، عن عمر يناهز 78 عاماً.

## وصلات خارجية
- برنارد كوالسكي على موقع IMDb (الإنجليزية)
- برنارد كوالسكي على موقع ألو سيني (الفرنسية)
- برنارد كوالسكي على موقع أول موفي (الإنجليزية)
- برنارد كوالسكي على موقع قاعدة بيانات الأفلام السويدية (السويدية)
- برنارد كوالسكي على موقع قاعدة بيانات الفيلم (الإنجليزية)
- برنارد كوالسكي على موقع كينوبويسك (الروسية)